# Identidade cultural
Identidade cultural é o sentimento de identidade de um grupo, cultura ou indivíduo, na medida em que este é influenciado pela cultura do grupo a que pertença.

## Descrição
"Identidade" é algo único, distinto e completo. "Cultural" é um adjetivo que se refere a "saber". Logo, a junção das duas palavras produz o sentido de "saber se reconhecer". Muitas sugestões contemporâneas sobre cultura se relacionam com questões sobre identidade. A discussão sobre a identidade cultural acaba influenciada por questões sobre: lugar, gênero, raça, história, nacionalidade, idioma, orientação sexual, crença religiosa e etnia. 
Na percepção individual ou coletiva da identidade, a cultura exerce um papel principal para delimitar as diversas personalidades, os padrões de conduta e ainda as características próprias de cada grupo humano. A influência do meio constantemente modifica um ser já que nosso mundo é repleto de inovações e características temporárias, os chamados "modismos". No passado, as identidades eram mais conservadas devido à falta de contato entre culturas diferentes; porém, com a globalização, isso mudou, fazendo com que as pessoas interagissem mais entre si e com o mundo ao seu redor. Uma pessoa que nasce em um lugar absorve todas as características desteː entretanto, se ela for submetida a uma cultura diferente por muito tempo, ela adquirirá características do novo local onde está agregada.
Para o teórico Milton Santos, o conhecimento e o saber se renovam do choque de culturas, sendo a produção de novos conhecimentos e técnicas, produto direto da interposição de culturas diferenciadas - com o somatório daquilo que anteriormente existia. Para ele, a globalização que se verificava já em fins do século XX tenderia a uniformizar os grupos culturais, e logicamente uma das consequências seria o fim da produção cultural, enquanto gerador de novas técnicas e sua geração original. Isto refletiria, ainda, na perda de identidade, primeiro das coletividades, podendo ir até ao plano individual.

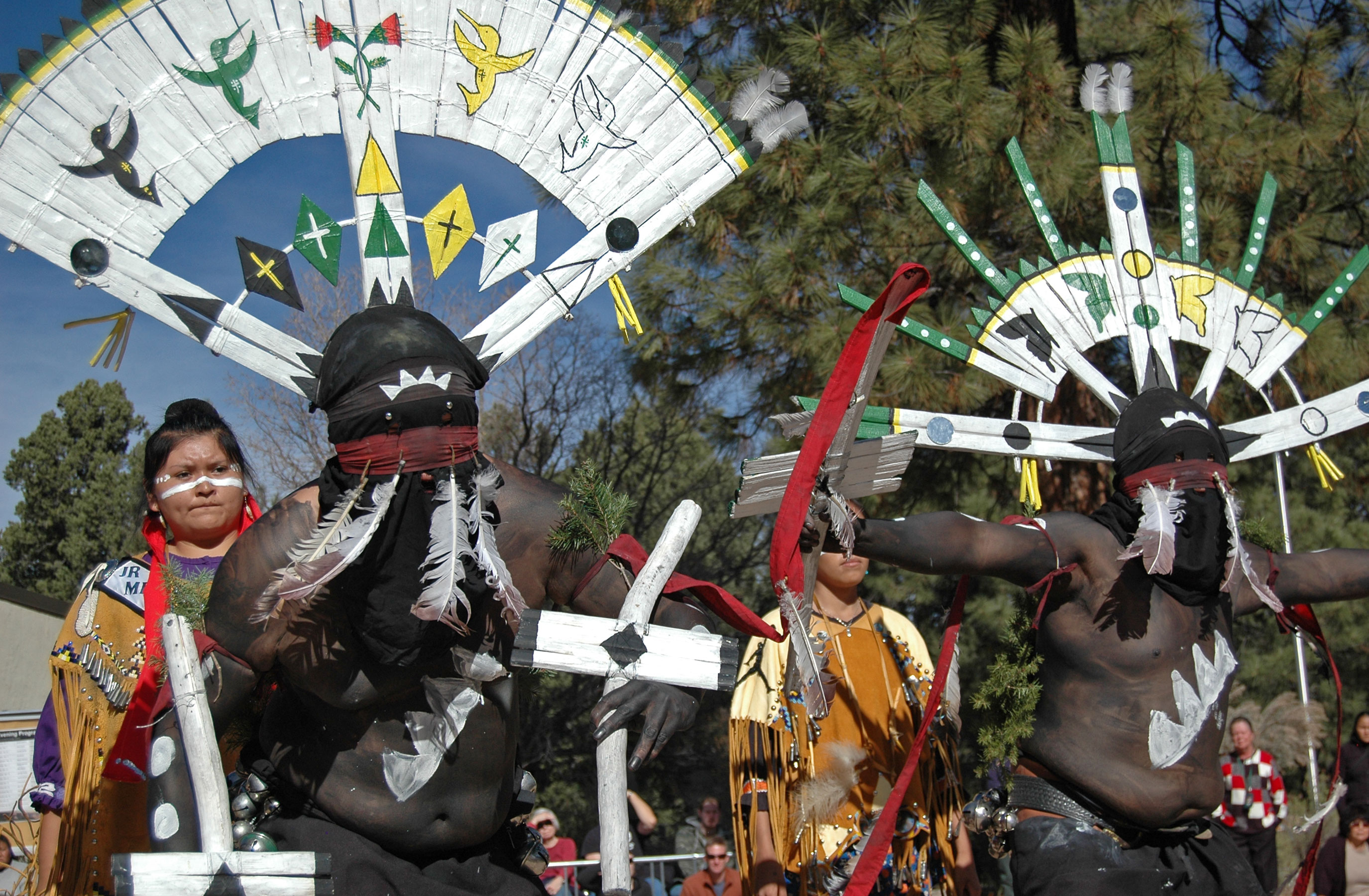
Celebração apache contemporânea. Os apaches são um exemplo de povo ameríndio que procura preservar sua identidade cultural.

Segundo Stuart Hall (1999), uma identidade cultural enfatiza aspectos relacionados a nossa pertença a culturas étnicas, raciais, linguísticas, religiosas, regionais e/ou nacionais. Ao analisar a questão, este autor focaliza particularmente as identidades culturais referenciadas às culturas nacionais. Para ele, a nação é além de uma entidade política – o Estado –, ela é um "sistema de representação cultural" (grifos do autor). Noutros termos, a nação é composta de representações e símbolos que fundamentam a constituição de uma dada identidade nacional. Segundo Hall (1999), as culturas nacionais produzem sentidos com os quais podemos nos "identificar" (grifo do autor) e constroem, assim, suas identidades. Esses sentidos estão contidos em histórias, memórias e imagens que servem de referências, de nexos para a constituição de uma identidade da nação.
Entretanto, segundo Hall (1999), vivemos atualmente numa "crise de identidade" que é decorrente do amplo processo de mudanças ocorridas nas sociedades modernas. Tais mudanças se caracterizam pelo deslocamento das estruturas e processos centrais dessas sociedades, abalando os antigos quadros de referência que proporcionavam aos indivíduos uma estabilidade no mundo social. A modernidade propicia a fragmentação da identidade. Conforme ele, as paisagens culturais de classe, gênero, sexualidade, etnia, raça e nacionalidade não mais fornecem "sólidas localizações" para os indivíduos. O que existe agora é descentramento, deslocamentos e ausência de referentes fixos ou sólidos para as identidades, inclusive as que se baseiam numa ideia de nação.
Como língua e cultura são indissociáveis, também a identidade linguística é relevante para a identidade cultural, porque o uso da própria língua é uma maneira de praticar sua cultura e mantê-la viva.